# Oakwood Hills (Illinois)
Oakwood Hills est un village du comté de McHenry dans l'Illinois, aux États-Unis,. Situé au sud-est du comté, il est incorporé le 24 février 1961.

## Démographie
Lors du recensement de 2010, le village comptait une population de 2 083 habitants. Elle est estimée, en 2016, à 2 050 habitants.

### Source de la traduction
- (en) Cet article est partiellement ou en totalité issu de l’article de Wikipédia en anglais intitulé « Oakwood Hills, Illinois » (voir la liste des auteurs).